# Январское перемирие
Январское перемирие — перемирие между войсками КПК и Гоминьдана, вступившее в силу в январе 1946 года.

## Предыстория
10 октября 1945 года между представителями КПК и Гоминьдана было заключено соглашение, долженствующее предотвратить гражданскую войну. Однако и после подписания соглашения столкновения между войсками двух сторон не прекращались. Для того, чтобы заставить стороны решать проблемы политическим путём, президент США Г.Трумэн направил в декабре 1945 года в Китай в качестве своего специального представителя генерала Дж. Маршалла.

## Переговоры
22 декабря Дж. Маршалл прилетел в Чунцин, бывший в то время временной столицей Китая. 27 декабря 1945 года возобновились переговоры между делегациями КПК и Гоминьдана, на которых Чжоу Эньлай выдвинул следующие условия:
1. обе стороны прекращают военные действия, оставаясь на занимаемых позициях;
2. после прекращения военных действий стороны путём переговоров решают все спорные вопросы (такие, как приём капитуляции вражеских войск, восстановление транспорта, возвращение занятых ранее территорий и районов, и др.)
3. чтобы гарантировать выполнение указанных выше двух пунктов, под руководством Политического консультативного совета создаются группы наблюдателей с участием представителей от всех политических партий, которые будут направляться в места, чреватые вспышкой гражданской войны, для объективного расследования и информирования граждан Китая о действительном положении дел.

Эти условия были поддержаны представителями демократических партий. 31 декабря представители Гоминьдана в принципе согласились с рядом предложений КПК и сообщили об этом Маршаллу. 1 января Дж. Маршалл предложил создать «Комитет трёх» по наблюдению за предотвращением гражданской войны (по одному представителю от гоминьдана, КПК и США) и ряд мобильных групп из представителей трёх сторон. 3 января 1946 года Дж. Маршалл на встрече с Чжоу Эньлаем конкретизировал своё предложение, рекомендовав наряду с «Комитетом трёх» учредить в Бэйпине Исполнительный штаб из представителей командования трёх сторон, который наблюдал бы за выполнением гоминьданом и КПК условий предотвращения гражданской войны. Для принятия штабом решения требовалось единогласное одобрение всех трёх его руководителей. При Исполнительном штабе предполагалось иметь четыре полевые группы для наблюдения за ходом восстановления движения на основных транспортных направлениях и восемь полевых групп для разбора возникающих на местах военных конфликтов.
5 января на встрече с Дж. Маршаллом Чжоу Эньлай подчеркнул, что подготавливаемое сторонами соглашение о прекращении военных столкновений и о восстановлении движения транспорта не должно распространяться на северо-восточные провинции Китая (Маньчжурию) ввиду специфики международных соглашений о Маньчжурии, в заключении которых представители КПК не принимали участия.

## Перемирие

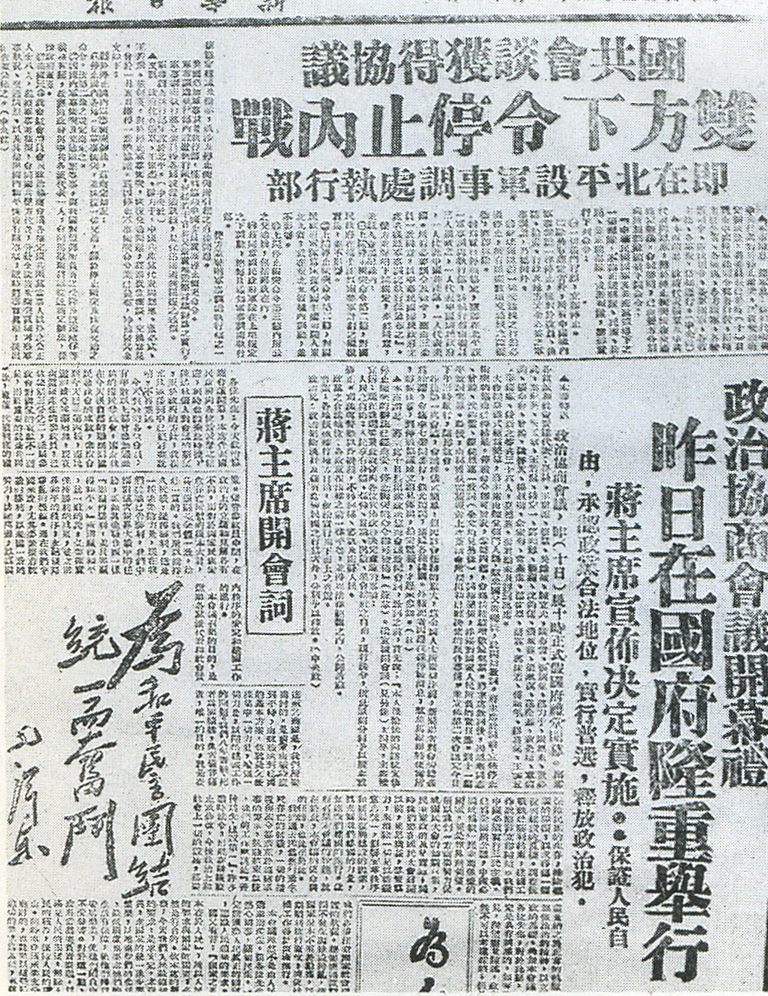
Газета «Синьхуа Жибао» от 11 января 1946 года с информацией о вступлении в силу перемирия

10 января 1946 года Чжоу Эньлай от имени КПК и Чжан Цюнь от имени Гоминьдана подписали «Соглашение о прекращении военных столкновений в стране» и «Извещение о приказе относительно прекращения военных столкновений и восстановления транспортных связей».
13 января 1946 года начал работу Исполнительный штаб по наблюдению за прекращением гражданской войны, в который вошли: от Гоминьдана — Чжэн Цзэминь, от КПК — Е Цзяньин, от США — У.Робертсон.

## Итоги и последствия
В связи с резким увеличением численности гоминьдановских войск в Маньчжурии, переброшенных туда благодаря помощи США, на встрече с Маршаллом 21 февраля 1946 года Чжоу Эньлай передал ему пожелание ЦК КПК, чтобы деятельность «Комитета трёх» была распространена и на северо-восточные провинции Китая, однако установить перемирие в Маньчжурии удалось лишь в июне 1946 года.